# Йозгат
Йозгат (на турски: Yozgat) е град и административен център на вилает Йозгат в Турция. Намира в Централна Турция на 1406 метра н.в. Пощенският му код е 66xxx, а телефонният 0354. Според преброяването от 2019 г. населението на областта е 421 200, от които 106 280 живеят в град Йозгат.

## История
Първите проучвания на града започват едва през 1993 г. Оттогава археолозите са открили безброй артефакти, принадлежащи към 5 различни древни цивилизации от района, както и артефакти, които принадлежат към 5 различни епохи – бронзовата, елинистическата, хетската, медната и горновизантийската епохи.
Повърхностни разкопки и проучвания също бяха предприети на платото Керкенес от д-р Джефри Съмърс, британски археолог. Смята се, че платото е домът на изгубения град Птерия. Търсенето на този изгубен град, както и на други постройки от стария свят, започва през 2013 г. Проучванията се правят в район, който е заобиколен от стени и е известно, че датира от почти 2600 години.
Според исторически сведения, Птерия е разрушена, опожарена и изоставена по време на битката при Птерия между лидийците и мидийците. Тази битка завърва по време на слънчево затъмнение на 28 май 585 г. пр. н. е. и се разбира като поличба, че боговете искат битката да спре.
Друго място за разкопки в региона, което заслужава да бъде споменато, е в Кусаклу Тумул. Екип, ръководен от д-р Стефания Мацони, работи на обекта от 2008 г. и се смята, че някога в региона е съществувала хетската цивилизация, както и град Зипаланда. Като част от тези разкопки е открита 2000-годишна римска баня, за която се твърди, че е била използвана за лечение на хора от раните им. В района са открити и следи от римската, селджукската, византийската и османската епоха.
На 28 км от града  се намира село Богазкале, в близост до което се провеждат разкопки за руините на Хатуша, столицата на древното Хетско царство.
Тъй като толкова много история все още не е разкрита от един-единствен град, археолозите продължават да се надяват да разкрият още много чудеса на древния свят през следващите няколко години. Вече е доказано, че районът е бил дом на множество цивилизации, които датират чак от римската епоха. Археолозите продължават да се надяват да успеят да разкрият много повече структури и тайни от стария свят с течение на времето.
След като старият административен център на региона Тавиум (Бююкнефес) е разрушен, нов център е създаден от Чапаноглу.

## Османска епоха
Османската империя анексира Йозгат през 1398 г. Около 1911 г. той е главният град на едноименния Санджак във вилаета Анкара. Градът развива търговия с жълто зърно(Stil de grain yellow) и мохер. Санджакът е бил много плодороден и е имал добри развъдници, в които са се отглеждали едър рогат добитък, коне и дори камили за местното земеделие и външна търговия.
Йозгат е бил и  лагер за военнопленници през Първата световна война, държащ британски и имперски офицери, пленени при обсадата на Кут,  включително Е. Х. Джоунс и К. В. Хил, чиито опити за бягство са разказани в книгата "Пътят към Ен-дор". 

## География
Градът е разположен на 1335 м надморска височина, на 170 км източно от Анкара, близо до върха на тясна долина, през която минава пътят Анкара-Сивас. Подобно на голяма част от Анадолското плато, земите около Йозгат са обезлесени вследствие на хилядите години на човешко обитаване. Това прави климата и времето сурови през лятото и зимата. Въпреки това Турция предприе големи стъпки, за да залеси поне част от региона.

## Климат
Йозгат има континентален климат със студена снежна зима и топло и сухо лято. Средните летни температури са 26 °C през деня. Зимните температури могат да паднат до -20 °C в разгара на сезона..

## Икономика
Градът е важен транспортен център, има фабрики за експлозиви, пивоварна и мелници. В близост до града има места за добив на оловни и манганови руди. 

## Забележителности
Основните забележителности на град Йозгат са часовниковата кула Йозгат, построена през 1908 г. и джамията Чапаноглу, построена от семейство Чапаноглу, които са основателите на Йозгат. Национален парк Йозгат Пайн Гроув е с площ от 264 ха (2,64 км 2 ), в който растат различни видове борови дървета, някои на възраст до 500 години.

## Спорт
Градският футболен отбор Йозгатспор играе в Турската регионална аматьорска лига.

## Известни хора
- Ага Ефенди (1832–1885), журналист, издател на първия турски вестник
- Насух Акар (1925–1984), олимпийски златен медалист по борба
- Джелал Атик (1918–1979), олимпийски златен медалист по борба
- Бекир Боздаг (1965), заместник министър-председател
- Джемил Чичек (1946), председател на Великото народно събрание на Турция
- Айлин Дашделен (1982), европейска шампионка по вдигане на тежести
- Джон Илхан (1965–2007), турско-австралийски бизнесмен
- Лютфула Каялар (1952), бивш министър на финансите
- Сонер Йозбилен (1947), народен певец
- Бозоклу Мустафа паша (1693–1694), османски велик везир
- Юсуф Иззет паша (1876–1922), османски и турски генерал
- Мехмет Топуз (1983), футболист
- Мехмет Нида Тюфекчи (1929–1993), народен певец
- Мехмет Йълдъз (1981), футболист
- Нубар Озанян (1956-2017), арменски комунист, роден в Турция